# ジョン・H・パーカー
ジョン・ヘンリー・パーカー（John Henry Parker, 1866年9月9日 - 1942年10月14日）、通称ガトリングガン・パーカー(Gatling Gun Parker)は、アメリカ陸軍の軍人。米西戦争におけるサンティアーゴ・デ・クーバ戦線で活動した第V軍団ガトリングガン支隊の指揮官として知られる。最終階級は准将。

## 若年期
ジョン・ヘンリー・パーカーはミズーリ州セデーリアの小さな町で生まれ育った。彼は地元の下院議員からの推薦を受けて陸軍士官学校に入学する。1892年には卒業し、第13歩兵連隊に少尉として配属される。同僚からは「ブラッキー」(Blackie)のあだ名で親しまれた。
パーカーに与えられた任務は機関銃支隊に配属される新兵の訓練であった。1890年代のアメリカ陸軍は機関銃に大きな価値を見出しておらず、機関銃支隊はしばしば将校の左遷先として扱われていた。それにも係わらず、パーカーは熱心に任務を遂行し、1892年6月11日には中尉に昇進する。
当時、陸軍の野砲や弾薬はその全てが使役動物（多くは馬）によって運搬された。鉄道から離れた地点への唯一の兵站手段であった使役動物は、馬車や重ワゴンを牽引している場合は特に1500ヤード以下の距離からの近代的野砲による砲撃に対し極めて脆弱であった。黒色火薬を用いる短射程の古典的野砲しか備えぬアメリカ陸軍砲兵隊は、近代的野砲による対砲兵射撃に対抗出来なかったのである。これはアメリカだけではなく世界各国の軍人を悩ませていた。
1897年、パーカーはこの問題について検討し、先進的な機動機関銃支隊戦術に関する論文を陸軍参謀本部へ提出した。これは砲兵や輸送隊から独立した、小型の荷車や馬車に十分な銃弾と軽量機関銃を搭載した部隊を編成し、敵砲兵から標的にされる前に再配置を繰り返しつつ射撃を行い、輸送隊及び使役動物を護衛するという構想であった。この機関銃支隊はまったく独立した部隊として運用され、自軍砲兵隊が敵を有効射程に捉えるまで援護し続けるという役割が与えられる事になっていた。パーカーの提案した戦術は、当時防衛用装備に過ぎなかった機関銃を攻撃的に用いる最初の試みであったが、陸軍がパーカーの論文を採用する事はなかった。

## 米西戦争
米西戦争が勃発すると、パーカー中尉はフロリダ州タンパにて遠征部隊の司令官ウィリアム・R・シャフター大将と会見し、サンティアーゴ・デ・クーバ攻撃の為に機関銃支隊を編成する許可を求めた。パーカーは機関銃支隊の構成や兵員名簿など詳細な運用計画書を作成してシャフター将軍へと提出する。シャフター将軍はこれに目を通し、中尉の熱意と関心に感銘を受け、この計画を承認した。
5月27日、パーカーは主任武器省士官ジョン・T・トンプソン大佐からコルト社製の最新モデルであった.30口径10連銃身型のM1895ガトリング砲を4つ受領する 。また編成期間を短縮するべくシャフター将軍は既成の歩兵連隊から兵員を引き抜く許可を与えていた。しかし、当該連隊の中隊長らがこれが一時的な任務に過ぎないと考えていた為、ほとんどの兵員は中隊長が指名した「志願兵」であった。さらにある中隊長は手違いでコックを送ったとも言われている。
彼はさらに、機関銃用のワゴンや使役動物の調達、銃弾の手配、兵員の配置予定などの作成に当る。そして自らが提唱した機動機関銃支隊戦術に基づいて独立した機関銃支隊を編成し、配属された兵士達も熱心に新戦術に基づく訓練に当った。
やがてキューバへ向かう輸送船団の積載量制限が問題になり始めると、パーカー支隊は輸送船チェロキー号(Cherokee)に「弾薬の防衛要員」なる名目で配置される事になる。こうしてパーカーは兵員、砲、ワゴン、装備を優先して船に積み込むことに成功したが、砲を牽引する馬はこれに含まれなかった。
チェロキー号船長は、パーカー支隊に魚雷艇警戒の任務を与えた。パーカー支隊の兵士はこの任務の為、ガトリング砲の1つを人力で甲板まで運び出さなければならなかった。
4門のガトリング砲と馬車、およそ30,000発の.30口径弾を有するパーカー支隊は、シャフター将軍の命令でキューバのダイキリに優先して上陸する許可を与えられた。サミュエル・サムナー将軍は、「一介の中尉に過ぎないパーカーにそのような権限はない」として上陸の順序を守るように抗議したが、シャフター将軍はパーカーから連絡を受け、パーカー支隊を優先して上陸させるように改めて命令を下した。ダイキリに上陸したパーカーは、すぐに砲を牽引するラバの現地調達に取り掛かった。
1898年6月30日、パーカー支隊はエル・ポソに設置されたシャフター将軍の前線司令部に到着する。パーカー支隊に与えられた最初の任務は、前線での援護射撃であった。この折、ガトリング砲のうち1門がシャフター将軍の側近マイリー中尉の指揮下に移る 。アメリカ軍部隊を援護するべく「君が考える最高の地点」にガトリング砲を配置するように命じられたパーカーは、残る3門をサンフアン高地の駐屯地付近に設置した。
サンフアン高地の戦いの間、パーカー中尉とパーカー支隊は、サンフアンの丘及びケトルの丘で、3つのガトリング砲をもってアメリカ軍の攻撃を援護した。旋回砲座を取り付けられたガトリング砲はスペイン軍陣地を完全に射撃範囲に収めた。この3門は600～800ヤードの距離で射撃を開始し、8分半の間におよそ18000発の銃弾を叩き込み、防衛線に展開したスペイン兵の多数を殺傷し、動くもの全てに銃撃を続け、スペイン軍守備隊に塹壕からの撤退を強いた。セオドア・ルーズベルト大佐は、後にガトリング砲の銃声が部下の指揮を高めたと回想した。
またルーズベルト大佐と共にケトルの丘を攻撃した第1合衆国義勇騎兵隊隊員のジェシー・D・ラングドン(Jesse D. Langdon)は、次のように報告した。
アメリカ軍攻撃部隊がサンフアンの丘150ヤード前に到達し突撃に移り、第13歩兵師団のファーガソン中尉が手信号で突撃開始を知らせるまで、パーカー支隊は塹壕線への制圧射撃を続けた。
サンフアンの丘を制圧した後、ガトリング砲による大戦果はサンファンの丘頂上への突撃を率いた将兵によって確認された。サンファンの丘頂上へ最初に到達した将校の一人であるボートン大尉は、「頂上の塹壕は死亡あるいは瀕死のスペイン人歩兵に満たされ、塹壕線の背後にはガトリングの砲火を逃れ塹壕を脱出し、そこを撃たれた兵士の死体に満たされていた」と報告した。
パーカー支隊の名は、歩兵突撃の援護という機関銃の使用法を初めて用いた部隊としてアメリカ軍の記録に残されている。
さらに高台の陣地を制圧したアメリカ軍は、スペイン軍の反撃を迎え撃つ準備を始めた。パーカーは2門のガトリング砲をサンファンの丘頂上に設置した。やがて、第1合衆国義勇騎兵隊と第3騎兵隊が駐屯するケトル丘の陣地へ向けて、およそ600人のスペイン軍歩兵による大規模な反撃が始まった。パーカーはケトルの丘で1門のガトリングを指揮するグリーン軍曹に向けて600ヤードで射撃するように命令し、まもなく突撃に移ったスペイン兵に対する射撃が始まった。
グリーンによる銃撃の効果はすぐに現れた。戦闘後に投降したスペイン軍将校は、600人のスペイン兵のうちでガトリングの砲火を潜り抜けたのは僅か40人程度だったように思えたと証言した。パーカーはその後、ガトリング砲の移動を命じ、2000ヤード先で対砲兵射撃を試みていたスペイン軍の6.3インチ砲に銃撃を加え、砲兵を殺傷することに成功している。サンティアゴ戦線におけるパーカーとパーカー支隊の貢献はルーズベルト大佐にも認められており、ルーズベルトは次のように記している。
1898年7月2日、パーカー支隊は一時的に予備隊に移され、4日には3つのガトリング砲が前線への移動を命じられる。ガトリング砲はいずれも台車から下ろされ、ルーズベルト大佐から送られた2門のコルト・ブローニングM1895重機関銃と共に塹壕の胸壁に沿って設置された。またマイリー中尉から返還された4門目のガトリング砲は、予備として後方に設置された。
しかし、彼らはすぐにカノーザ駐屯地に移動することになる。彼らはサンティアーゴ・デ・クーバ包囲戦にて6,000発から7,000発の銃弾を市街へと叩き込み、無数の敵兵を殺傷し、守備隊の連絡を寸断する事に成功した。パーカーの功績は新聞各紙によって報じられ、やがて彼の名は記者が名づけたガトリングガン・パーカーの通称で知られてゆく事となる。

## 戦後
陸軍将校として、パーカーは機関銃の運用戦術（特に攻撃戦術）に関する講義をしばしば行った。彼はまた執筆家でもあり、数々の論文や記事を『インファントリ・ジャーナル』誌(Infantry Journal)など軍の出版物に寄稿した。パーカーは1900年に大尉に昇進し、第28歩兵連隊に移った。1908年1月、彼はアメリカ陸軍における機関銃支隊の編成及び訓練計画の作成に関する任務に割り当てられる 。

## 第一次世界大戦
第一次世界大戦中、パーカーは大佐として、アメリカ遠征軍に所属する第26歩兵師団第102歩兵連隊を率いて最前線の戦いに参加し、上官からは何度も勇猛さを讃えられた。1918年の1年間だけで、彼は殊勲十字章を4つ、全て別々の功績によって受章している。パーカーは第一次世界大戦を戦ったアメリカ陸軍の将兵のうち、4つの殊勲十字章を得た唯一の兵士であった。

## その後
休戦後も陸軍に残っていたパーカーは、1924年に准将の階級で退役した。1942年10月13日に死去し、サンフランシスコ国立墓地にてかつての上官シャフター将軍と共に葬られた。